# Villota del Páramo (kommunhuvudort)
Villota del Páramo är en kommunhuvudort i Spanien.   Den ligger i provinsen Provincia de Palencia och regionen Kastilien och Leon, i den norra delen av landet, 250 km norr om huvudstaden Madrid. Villota del Páramo ligger 1 003 meter över havet och antalet invånare är 402.
Terrängen runt Villota del Páramo är platt. Runt Villota del Páramo är det ganska glesbefolkat, med 22 invånare per kvadratkilometer. Närmaste större samhälle är Saldaña, 9,8 km öster om Villota del Páramo. Trakten runt Villota del Páramo består till största delen av jordbruksmark.